# 孟獲
孟 獲（もう かく、生没年不詳）は、中国三国時代の蜀漢に仕えた武将。南中の豪族。『三国志演義』では南蛮王として登場する。

## 生涯
この人物は『三国志』本文には記載がなく、『華陽国志』や『三国志』裴注に引く諸書に散見される。
建寧郡（現在の雲南省昭通市・曲靖市付近）の人。雍闓が蜀漢に対して反乱を起こした際に、孟獲も反乱に加担し、雍闓の命を受けて南中（現在の雲南省周辺、または南方のミャンマー北部）の者たちに蜀漢に対して反乱を起こすように説得して回った。
建興3年（225年）、諸葛亮が南征して来ると雍闓は高定と内輪揉めを起こして、その配下に殺害され、代わって孟獲が雍闓の後釜となった。孟獲は諸葛亮の前に何度にも亘り捕まるが、その度に放された。諸葛亮は仮に武力でこの地を征服しても、蜀漢軍が撤退すれば、いずれ反乱が再発する事を予見していたので、現地の人々を心服させるために、このような処置を採ったといわれている。孟獲は最初に捕まった際には、諸葛亮に軍の陣容を見せられてても、どのような軍か知らなかったから敗れたのであり、これを知った今なら勝つのは容易いと豪語すると諸葛亮は笑って彼を解放した。戦い敗れること七度目に放された時、ついに孟獲は天威であると心服し南人はもう叛かないでしょうと蜀漢への帰順を誓ったという（七縦七擒）。
やがて同年秋9月に、諸葛亮が滇池（てんち）に到達し、この頃に南中四郡は平定された。現地の住民は老若男女を問わずに、土豪の焦・雍・婁・爨・孟・量・毛・李氏の支配下に置かれた。そこで諸葛亮はその中から勇敢な若者を抜擢した。建寧郡の爨習（さんしゅう）・朱提郡の孟琰（もうえん）らが、孟獲の推挙によって官吏として召し出されたという。後に孟獲は功績を立てて御史中丞まで昇進した。さらに、李恢・爨習と共に建寧郡の名士として称えられている。
また、裴松之が『漢晋春秋』『襄陽記』などの書物から引用した部分に孟獲の名が記されてあり、『漢晋春秋』『華陽国志』には七縦七擒の逸話などがある。

## 物語への登場

### 三国志演義

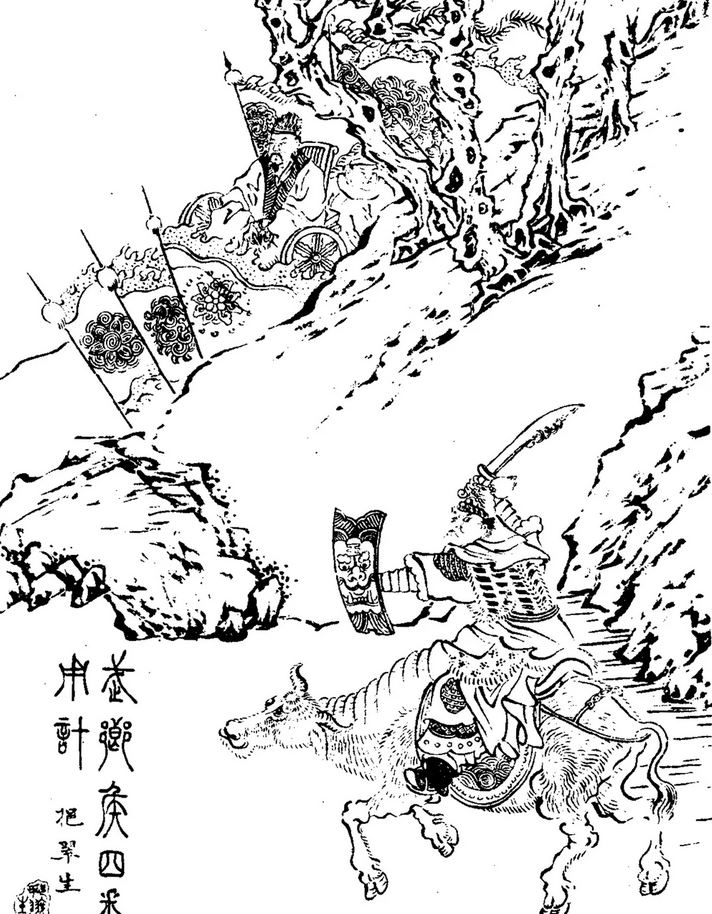
三国志演義での孟獲

小説『三国志演義』では南蛮の王として登場する。
また、兄として孟節、弟として孟優、妻として祝融夫人、義弟（妻の弟）として帯来洞主が登場する。
初出は、蜀の後主劉禅即位後の魏の司馬懿の進言で、曹丕が五つの道を使い蜀を攻めるという作戦を立てる時である。南蛮から10万の軍勢で蜀を攻めるが、諸葛亮が魏延に対し擬兵の計（左側から敵が攻めると逆に右側を攻め、右側から敵が攻めると左側を攻めるという作戦）を実行させたため、南蛮軍は攪乱し、退散する事になる。
そして何度も諸葛亮と戦い、朶思大王・木鹿大王・兀突骨らと組んで、自然と地の利を味方につけた原住民の協力も得て善戦もするが、毎回最後は敗れ、七縦七擒により心服して蜀に従っている。
現地の少数民族の伝承では、首がとれたままでも動ける不死の術などを用いて、孟獲も諸葛亮を七縦七擒したとなっている。

### その他
龍鳳巾
京劇『龍鳳巾』のヒロインである花鬘（かまん。架空の人物）は孟獲の娘で、蜀の南蛮平定の際に捕虜になった関索（関羽の息子）と恋に落ち、側室となる設定。